# بخش هیدوچ
بخش هیدوچ، یکی از بخش‌های شهرستان سیب و سوران در استان سیستان و بلوچستان ایران است. مرکز این بخش، شهر هیدوچ است.

## تقسیمات کشوری
- بخش هیدوچ
  - دهستان کنت
  - دهستان هیدوچ

شهر: هیدوچ

## جمعیت
بر پایه سرشماری عمومی نفوس و مسکن در سال ۱۳۹۵، جمعیت بخش هیدوچ برابر با ۲۲٬۲۱۶ نفر بوده‌است.